# Spijk (Brabant-Septentrional)
Pour les articles homonymes, voir Spijk.
Spijk est un hameau néerlandais, situé dans la commune d'Altena dans la province du Brabant-Septentrional, dans le Pays de Heusden et d'Altena.
Spijk est située sur la rive gauche de l'Afgedamde Maas.
Avant la création de la commune d'Aalburg en 1973, Spijk faisait partie de la commune de Wijk en Aalburg.